# Boliviaans voetbalelftal in 2016
Het Boliviaans voetbalelftal speelde twaalf officiële interlands in het jaar 2016, waaronder drie duels tijdens de strijd om de Copa América. La Verde ("De Groenen") stond onder leiding van oud-international Julio César Baldivieso. Nadat zeven nederlagen in acht duels moest hij plaatsmaken voor Guillermo Hoyos. Op de in 1993 geïntroduceerde FIFA-wereldranglijst zakte Bolivia in 2016 van de 70ste (januari 2016) naar de 95ste plaats (december 2016).

## Balans
| Wedstrijden | Wedstrijden | Wedstrijden | Wedstrijden | Doelpunten | Doelpunten | Doelpunten | Punten |
| Gespeeld    | Winst       | Gelijk      | Verlies     | Voor       | Tegen      | Saldo      | Punten |
| ----------- | ----------- | ----------- | ----------- | ---------- | ---------- | ---------- | ------ |
| 12          | 2           | 2           | 8           | 9          | 28         | –19        | 0,500  |

## Interlands
|                                                                  |                                              |       |                                                         |                                                                                          |
| 24 maart Kwalificatie WK 2018 № 429 «onderlinge duels» 16:00 uur | Bolivia                                      | 2 – 3 | Colombia                                                | Estadio Hernando Siles, La Paz Toeschouwers: 35.000 Scheidsrechter: Wilton Sampaio (BRA) |
| 24 maart Kwalificatie WK 2018 № 429 «onderlinge duels» 16:00 uur | Juan Carlos Arce 50' Alejandro Chumacero 62' |       | 9' James Rodríguez 40' Carlos Bacca 90+2' Edwin Cardona | Estadio Hernando Siles, La Paz Toeschouwers: 35.000 Scheidsrechter: Wilton Sampaio (BRA) |

|                                                                  |                                             |       |         |                                                                                           |
| 29 maart Kwalificatie WK 2018 № 430 «onderlinge duels» 20:30 uur | Argentinië                                  | 2 – 0 | Bolivia | Estadio Mario Kempes, Córdoba Toeschouwers: 55.000 Scheidsrechter: Jesús Valenzuela (VEN) |
| 29 maart Kwalificatie WK 2018 № 430 «onderlinge duels» 20:30 uur | Gabriel Mercado 21' Lionel Messi 29' (pen.) |       |         | Estadio Mario Kempes, Córdoba Toeschouwers: 55.000 Scheidsrechter: Jesús Valenzuela (VEN) |

|                                                             |                                                                         |       |         |                                                                                            |
| 28 mei Vriendschappelijk № 431 «onderlinge duels» 19:00 uur | Verenigde Staten                                                        | 4 – 0 | Bolivia | Children's Mercy Park, Kansas City Toeschouwers: 8.894 Scheidsrechter: Elmer Bonilla (ESA) |
| 28 mei Vriendschappelijk № 431 «onderlinge duels» 19:00 uur | Gyasi Zardes 26' John Brooks 37' Gyasi Zardes 52' Christian Pulisic 69' |       |         | Children's Mercy Park, Kansas City Toeschouwers: 8.894 Scheidsrechter: Elmer Bonilla (ESA) |

| Copa América |
| ------------ |

|                                                   |                               |       |                      |                                                                                 |
| 6 juni Groep D № 432 «onderlinge duels» 19:00 uur | Panama                        | 2 – 1 | Bolivia              | Citrus Bowl, Orlando Toeschouwers: 13.466 Scheidsrechter: Ricardo Montero (CRC) |
| 6 juni Groep D № 432 «onderlinge duels» 19:00 uur | Blas Perez 11' Blas Perez 87' |       | 54' Juan Carlos Arce | Citrus Bowl, Orlando Toeschouwers: 13.466 Scheidsrechter: Ricardo Montero (CRC) |

|                                                    |                                             |       |                     |                                                                                      |
| 10 juni Groep D № 433 «onderlinge duels» 19:00 uur | Chili                                       | 2 – 1 | Bolivia             | Gillette Stadium, Foxborough Toeschouwers: 19.392 Scheidsrechter: Jair Marrufo (USA) |
| 10 juni Groep D № 433 «onderlinge duels» 19:00 uur | Arturo Vidal 46' Arturo Vidal 90+10' (pen.) |       | 61' Jhasmani Campos | Gillette Stadium, Foxborough Toeschouwers: 19.392 Scheidsrechter: Jair Marrufo (USA) |

|                                                    |                                                        |       |         |                                                                                       |
| 14 juni Groep D № 434 «onderlinge duels» 22:00 uur | Argentinië                                             | 3 – 0 | Bolivia | CenturyLink Field, Seattle Toeschouwers: 45.753 Scheidsrechter: Víctor Carrillo (PER) |
| 14 juni Groep D № 434 «onderlinge duels» 22:00 uur | Erik Lamela 13' Ezequiel Lavezzi 15' Víctor Cuesta 32' |       |         | CenturyLink Field, Seattle Toeschouwers: 45.753 Scheidsrechter: Víctor Carrillo (PER) |

|  |  |  |  |  |  |  |  |  |

|                                                                             |                                     |       |      |                                                                                       |
| 1 september Kwalificatie WK 2018 № 435 «onderlinge duels» 16:00 uur (UTC−4) | Bolivia                             | 2 – 0 | Peru | Estadio Hernando Siles, La Paz Toeschouwers: 20.000 Scheidsrechter: José Argote (VEN) |
| 1 september Kwalificatie WK 2018 № 435 «onderlinge duels» 16:00 uur (UTC−4) | Pablo Escobar 38' Ronald Raldes 86' |       |      | Estadio Hernando Siles, La Paz Toeschouwers: 20.000 Scheidsrechter: José Argote (VEN) |

|                                                                             |       |       |         |                                                                                         |
| 6 september Kwalificatie WK 2018 № 436 «onderlinge duels» 20:30 uur (UTC−4) | Chili | 0 – 0 | Bolivia | Estadio Monumental, Santiago Toeschouwers: 40.000 Scheidsrechter: Ricardo Marques (BRA) |
| 6 september Kwalificatie WK 2018 № 436 «onderlinge duels» 20:30 uur (UTC−4) |       |       |         | Estadio Monumental, Santiago Toeschouwers: 40.000 Scheidsrechter: Ricardo Marques (BRA) |

|                                                                           |                                                                                        |       |         |                                                                                    |
| 6 oktober Kwalificatie WK 2018 № 437 «onderlinge duels» 20:30 uur (UTC−4) | Brazilië                                                                               | 5 – 0 | Bolivia | Arena das Dunas, Natal Toeschouwers: 30.013 Scheidsrechter: Wilson Lamouroux (COL) |
| 6 oktober Kwalificatie WK 2018 № 437 «onderlinge duels» 20:30 uur (UTC−4) | Neymar 11' Philippe Coutinho 26' Filipe Luís 39' Gabriel Jesus 44' Roberto Firmino 75' |       |         | Arena das Dunas, Natal Toeschouwers: 30.013 Scheidsrechter: Wilson Lamouroux (COL) |

|                                                                    |                                    |       |                                       |                                                                                               |
| 11 oktober Kwalificatie WK 2018 № 438 «onderlinge duels» 16:00 uur | Bolivia                            | 2 – 2 | Ecuador                               | Estadio Hernando Siles, La Paz Toeschouwers: 19.351 Scheidsrechter: Mario Díaz de Vivar (PAR) |
| 11 oktober Kwalificatie WK 2018 № 438 «onderlinge duels» 16:00 uur | Pablo Escobar 4' Pablo Escobar 43' |       | 47' Enner Valencia 89' Enner Valencia | Estadio Hernando Siles, La Paz Toeschouwers: 19.351 Scheidsrechter: Mario Díaz de Vivar (PAR) |

|                                                                     |                                                                                              |       |         |                                                                                     |
| 10 november Kwalificatie WK 2018 № 439 «onderlinge duels» 20:45 uur | Venezuela                                                                                    | 5 – 0 | Bolivia | Estadio Monumental, Maturín Toeschouwers: 49.750 Scheidsrechter: Andrés Cunha (URU) |
| 10 november Kwalificatie WK 2018 № 439 «onderlinge duels» 20:45 uur | Jacobo Kouffati 3' Josef Martínez 10' Josef Martínez 67' Josef Martínez 70' Rómulo Otero 74' |       |         | Estadio Monumental, Maturín Toeschouwers: 49.750 Scheidsrechter: Andrés Cunha (URU) |

|                                                                     |                          |       |          |                                                                                            |
| 15 november Kwalificatie WK 2018 № 440 «onderlinge duels» 20:30 uur | Bolivia                  | 1 – 0 | Paraguay | Estadio Hernando Siles, La Paz Toeschouwers: 21.000 Scheidsrechter: Daniel Fedorczuk (URU) |
| 15 november Kwalificatie WK 2018 № 440 «onderlinge duels» 20:30 uur | Gustavo Gómez 78' (e.d.) |       |          | Estadio Hernando Siles, La Paz Toeschouwers: 21.000 Scheidsrechter: Daniel Fedorczuk (URU) |

## FIFA-wereldranglijst
| JAN | FEB | MAR | APR | MEI | JUN | JUL | AUG | SEP | OKT | NOV | DEC |
| --- | --- | --- | --- | --- | --- | --- | --- | --- | --- | --- | --- |
| 70  | 72  | 72  | 79  | 79  | 82  | 109 | 110 | 75  | 80  | 95  | 95  |

## Statistieken
| Carlos Lampe            | 1987-03-17 | CD Huachipato     | 8 | 0 | 0 |    |    |
| Romel Quiñónez          | 1992-06-25 | Club Bolívar      | 2 | 0 | 0 | 14 | 0  |
| Daniel Vaca             | 1978-11-03 | The Strongest     | 1 | 0 | 0 | 15 | 0  |
| Guillermo Viscarra      | 1993-02-07 | Oriente Petrolero | 1 | 0 | 0 | 1  | 0  |
| Verdediging             |            |                   |   |   |   |    |    |
| Marvin Bejarano         | 1988-03-06 | The Strongest     | 9 | 2 | 0 |    |    |
| Edward Zenteno          | 1984-12-05 | Jorge Wilstermann | 9 | 1 | 0 |    |    |
| Ronald Raldés           | 1981-04-20 | Oriente Petrolero | 6 | 0 | 1 |    |    |
| Ronald Eguino           | 1988-02-20 | Club Bolívar      | 5 | 0 | 0 |    |    |
| Edemir Rodríguez        | 1984-10-21 | Club Bolívar      | 4 | 1 | 0 |    |    |
| Luis Gutiérrez          | 1985-01-15 | Club Bolívar      | 4 | 0 | 0 |    |    |
| Nelson Cabrera          | 1983-04-22 | Club Bolívar      | 3 | 2 | 0 |    |    |
| Diego Bejarano          | 1994-01-03 | The Strongest     | 3 | 1 | 0 |    |    |
| Fernando Marteli        | 1986-02-08 | The Strongest     | 1 | 0 | 0 |    |    |
| Leonel Morales          | 1988-09-02 | Club Bolívar      | 1 | 0 | 0 |    |    |
| Juan Gabriel Valverde   | 1990-06-24 | The Strongest     | 1 | 0 | 0 |    |    |
| Enrique Flores          | 1994-02-01 | Club Bolívar      | 0 | 2 | 0 |    |    |
| Ramiro Ballivián        | 1992-04-08 | The Strongest     | 0 | 1 | 0 |    |    |
| Middenveld              |            |                   |   |   |   |    |    |
| Jhasmani Campos         | 1988-05-10 | Sport Boys Warnes | 6 | 3 | 1 |    |    |
| Pedro Azogue            | 1994-12-06 | Oriente Petrolero | 6 | 1 | 0 |    |    |
| Martin Smedberg-Dalence | 1984-05-10 | IFK Göteborg      | 6 | 0 | 0 |    |    |
| Erwin Saavedra          | 1996-02-22 | Club Bolívar      | 5 | 2 | 0 |    |    |
| Alejandro Meleán        | 1987-06-16 | Sport Boys Warnes | 4 | 1 | 0 |    |    |
| Wálter Flores           | 1978-10-29 | Club Bolívar      | 4 | 0 | 0 |    |    |
| Alejandro Chumacero     | 1991-04-22 | The Strongest     | 3 | 0 | 1 |    |    |
| Raúl Castro             | 1989-08-19 | The Strongest     | 2 | 2 | 0 | 6  | 0  |
| Walter Veizaga          | 1986-04-22 | The Strongest     | 2 | 2 | 0 |    |    |
| Fernando Escobar        | 1979-02-23 | The Strongest     | 2 | 1 | 3 |    |    |
| Fernando Saucedo        | 1990-03-15 | Jorge Wilstermann | 2 | 1 | 0 |    |    |
| Danny Bejarano          | 1994-01-03 | Sport Boys Warnes | 2 | 0 | 0 |    |    |
| Diego Wayar             | 1993-10-15 | The Strongest     | 1 | 1 | 0 |    |    |
| Rudy Cardozo            | 1990-02-14 | Club Bolívar      | 1 | 0 | 0 |    |    |
| Damián Lizio            | 1989-06-30 | Botafogo FR       | 1 | 0 | 0 |    |    |
| Jaime Arrascaita        | 1993-09-02 | Club Bolívar      | 0 | 1 | 0 | 6  | 1  |
| Samuel Galindo          | 1992-04-18 | Sport Boys Warnes | 0 | 1 | 0 |    |    |
| Christian Machado       | 1990-06-20 | Jorge Wilstermann | 0 | 1 | 0 |    |    |
| Joselito Vaca           | 1982-08-12 | Club Blooming     | 0 | 1 | 0 |    |    |
| Mateo Zoch              | 1996-07-12 | Oriente Petrolero | 0 | 1 | 0 |    |    |
| Aanval                  |            |                   |   |   |   |    |    |
| Juan Carlos Arce        | 1985-04-10 | Club Bolívar      | 9 | 1 | 2 |    |    |
| Yasmani Duk             | 1988-03-01 | New York Cosmos   | 8 | 3 | 0 |    |    |
| Marcelo Moreno          | 1987-06-18 | Changchun Yatai   | 6 | 0 | 0 | 60 | 14 |
| Rodrigo Ramallo         | 1990-10-14 | EC Vitória        | 3 | 4 | 0 |    |    |
| Carmelo Algarañaz       | 1996-01-27 | Oriente Petrolero | 1 | 1 | 0 |    |    |
| Bruno Miranda           | 1998-02-10 | Club Universidad  | 0 | 1 | 0 |    |    |

FBF · A-internationals · Selecties · Bondscoaches · Statistieken · Boliviaans vrouwenelftal · Olympisch elftal · Bolivia U21 · Bolivia U20 · Bolivia U19 · Bolivia U18 · Bolivia U17
1926–1949 · 
1950–1959 · 
1960–1969 · 
1970–1979 · 
1980–1989 · 
1990–1999 · 
2000–2009 · 
2010–2019 ·
2020−2029
CC 1999
WK 1930 · 
WK 1950 · 
WK 1994
1926 · 
1927 · 
1927 · 1928 · 1929 · 
1930 · 
1931 · 1932 · 1933 · 1934 · 1935 · 1936 · 1937 · 
1938 · 
1939 · 1940 · 1941 · 1942 · 1943 · 1944 · 
1945 · 
1946 · 
1947 · 
1948 · 
1949 · 
1950 · 
1951 · 1952 · 
1953 · 
1954 · 1955 · 1956 · 
1957 · 
1958 · 
1959 · 
1960 · 
1961 · 
1962 · 
1963 · 
1964 · 
1965 · 
1966 · 
1967 · 
1968 · 
1969 · 
1970 · 
1971 · 
1972 · 
1973 · 
1974 · 
1975 · 
1976 · 
1977 · 
1978 · 
1979 · 
1980 · 
1981 · 
1982 · 
1983 · 
1984 · 
1985 · 
1986 · 
1987 · 
1988 · 
1989 · 
1990 · 
1991 · 
1992 · 
1993 · 
1994 · 
1995 · 
1996 · 
1997 · 
1998 · 
1999 · 
2000 · 
2001 · 
2002 · 
2003 · 
2004 · 
2005 · 
2006 · 
2007 · 
2008 · 
2009 · 
2010 ·
2011 · 
2012 · 
2013 · 
2014 · 
2015 · 
2016 ·
2017 ·
2018 ·
2019 ·
2020 ·
2021 ·
2022 ·
2023 ·
2024
Algerije ·
Andorra ·
Argentinië ·
Brazilië ·
Bulgarije · 
Chili ·
Colombia ·
Costa Rica ·
Cuba ·
Curaçao ·
DDR ·
Duitsland ·
Ecuador ·
Egypte ·
El Salvador ·
Finland ·
Frankrijk ·
Griekenland ·
Guatemala ·
Guyana ·
Haïti ·
Honduras ·
Hongarije ·
Ierland ·
IJsland ·
Irak ·
Iran ·
Jamaica ·
Japan ·
Joegoslavië ·
Kameroen ·
Letland ·
Mexico ·
Myanmar ·
Nicaragua ·
Noord-Korea ·
Oezbekistan ·
Panama ·
Paraguay ·
Peru ·
Polen ·
Portugal ·
Roemenië ·
Rusland ·
Saoedi-Arabië ·
Senegal ·
Servië ·
Slowakije ·
Spanje ·
Trinidad en Tobago ·
Tsjecho-Slowakije ·
Uruguay ·
Venezuela ·
Verenigde Arabische Emiraten ·
Verenigde Staten ·
Zuid-Afrika ·
Zuid-Korea ·
Zwitserland